# 타케타츠 아야나
타케타츠 아야나(일본어: 竹達 彩奈, たけたつ あやな, 1989년 6월 23일 ~ )는 일본의 여성 성우, 배우, 가수이다. 출신지는 사이타마현이다. 현재 소속사는 링크 플랜이며, 음악 레이블은 포니 캐년이다. 2013년 유우키 아오이와 함께 성우 유닛 petit milady를 결성했다.

## 이력
14세 때 중학교 2학년생으로 아임 엔터프라이즈 계열의 일본 내레이션 연기 연구소(日本ナレーション演技研究所) 특대생 오디션을 통해 입소했다. 이후 아임 엔터프라이즈 계열의 양성을 목적으로 한 부속 극단인 극단 보아레부(劇団ヴォアレーヴ) 등에 재적하고, 15세 때 중학교 3학년생으로 아임 엔터프라이즈로 이적했으며, 이는 당시의 최연소 기록이었다.
처음 받은 일은 사무소에 소속하고 2개월 후인 2005년 6월 19일 열린 아임 엔터프라이즈 8주년 기념 '아임 마츠리(アイム祭)'였다. 이후 키스x시스의 여주인공 스미노에 아코 역으로 데뷔했으며, 케이온!의 나카노 아즈사 역으로 지명도가 상승했다.
2010년 3월 6일 발표된 제4회 세이유 어워드 시상식에서 TV 애니메이션 케이온!의 극중에서 결성한 유닛 방과 후 티타임으로 토요사키 아키, 히카사 요코, 사토 사토미, 코토부키 미나코와 함께 가창상을 수상했다. 10월 10일에는 타마유라 오리지널 비디오 애니메이션의 무대가 된 히로시마현 다케하라시의 일일시장을 맡았다. 2011년 5월 10일에 처음으로 잡지 성우 그랑프리(声優グランプリ)의 표지를 장식했다.
2012년 4월 11일에 포니 캐년에서 싱글 Sinfonia! Sinfonia!!!를 통해 가수로 데뷔했다. 2012년 4월 30일에 아임 엔터프라이즈에서 퇴사하고, 5월 7일에 블로그를 통해 어셈블 하트로의 이적을 발표했다. 2017년 1월 3일에는 다시 블로그를 통해 어셈블 하트에서 링크 플랜으로 이적을 발표했다. 4월 11일에는 공식 팬클럽 '아야나 공국(あやな公国)'이 정식으로 발족했다.

## 인물
성우를 목표로 하게 된 계기로, 유소년기에 애니메이션 카드캡터 사쿠라나 달의 요정 세일러문, 게임 카논이나 시스터 프린세스를 접한 것과, 호리에 유이에 대한 동경을 꼽았으며, 이를 통해 애니메이션이나 게임에 관련된 일에 종사하고 싶다고 생각하게 되었다고 한다.
2009년에 방송을 시작한 케이온!의 나카노 아즈사 역을 시작으로, 이후 내 여동생이 이렇게 귀여울 리가 없어의 코우사카 키리노 역, 신만이 아는 세계의 타카하라 아유미 역, 타마유라의 사와타리 후우 역 등, 지속적으로 주연 및 여주인공 역을 담당해오고 있다.
연기력에 더해, 귀여운 목소리와 외모를 겸비한 특징이 있어, 다면적으로 활동의 폭을 넓혀오고 있다. 특히 활발한 음악 활동을 전개하면서, 2012년부터 솔로 가수로 활동하고 있으며, 2013년부터는 유우키 아오이와 함께 결성한 성우 그룹인 'petit milady'와 활동을 병행해오고 있다. 또한 2013년부터 2014년까지 전개된 요시노야와의 기획도 화제가 되어, 2014년에는 웹 광고가 제작되었다.
2019년 6월 23일, 본인의 30세 생일에 소속사 웹사이트와 트위터를 통해 동료 성우인 카지 유우키와의 결혼을 발표했다.

## 주요 출연작

### TV 애니메이션
2009년
- 퀸즈 블레이드 유랑의 전사 (무녀E)
- 케이온! (나카노 아즈사)
- 속삭임 (아케미야 마나카)
- 어떤 과학의 초전자포 (가방 소녀)
- 니들리스 (유아)
- 마리아님이 보고 계셔 4th시즌 (호소카와 치카코)
- 꿈빛 파티시엘 (바닐라)

2010년
- 키스×시스 (스미노에 아코)
- 바보와 시험과 소환수 (시미즈 미하루)
- 길 잃은 고양이 오버런! (키리야 노조미)
- 케이온!! (나카노 아즈사)
- 언젠가는 대마왕 (오오타케 미치에)
- 쥬얼 펫 팅클 (미리아)
- 엠엠!（이스루기 미오）
- 내 여동생이 이렇게 귀여울 리가 없어（코우사카 키리노）
- 학원묵시록 HIGHSCHOOL OF THE DEAD（마레사토 아리스）
- 전설의 용자의 전설（에스리나 포클）
- 꿈빛 파티시엘SP 프로페셔널 (바닐라)
- 스타 드라이버 빛의 타쿠토 (시몬느 아라곤, 세크레터리)
- 신만이 아는 세계 (타카하라 아유미)

2011년
- Rio RainbowGate!（민트 클락）
- 도그 데이즈 (에크렐 마르티놋즈)
- 신만이 아는 세계II (타카하라 아유미)
- 바보와 시험과 소환수 2기 (시미즈 미하루)
- 유루유리 (미라크룬)
- 타마고치! (토모미)
- 타마유라~hitotose~ (사와타리 후우)
- 길티크라운 (츠구미)

2012년
- 하이스쿨 DxD (토죠 코네코)
- 유루유리♪♪ (미라크룬)
- 소드 아트 온라인 (리파(키리가야 스구하))
- 도그 데이즈 (에크렐 마르티놋즈)
- 이중에 한명, 여동생이 있다! (쿠니타치 린카)
- 빙과(氷菓) (이바라 마야카 만화연구부 친구)

2013년
2분기
- 내 여동생이 이렇게 귀여울 리가 없어 2기 (코우사카 키리노）
- 절대방위 레비아탄 (요르문간드）
- 데이트 어 라이브 (이츠카 코토리）

3분기
- 타마유라 ~모어 어그레시브~ (사와타리 후우)
- 신만이 아는 세계 여신편 (타카하라 아유미)
- 하이스쿨 DxD New (토죠 코네코)

4분기
- 세계에서 제일 강해지고 싶어! (하기와라 사쿠라)

2015년
- 아이돌마스터 신데델라 걸즈 (코시미즈 사치코)
- 아이돌마스터 신데렐라 걸즈 (2기) (코시미즈 사치코)
- 사모님은 학생회장 (와카나 우이)
- 온천 요정 하코네쨩 (아시노코)
- 함대 컬렉션 (야마토)
- 성검사의 금주영창 (란죠 사츠키)
- 도그 데이즈 (에크렐 마르티노지)
- High School DxD BorN (토죠 코네코)
- 랜스 앤 마스크 (호 유이폰)
- 학전도시 애스터리스크 (팜 티 참)

2016년
- 다가시카시 (시다레 호타루)
- 디바인 게이트 (히카리)
- 학전도시 애스터리스크 2기 (팜 티 참)

### 극장판 애니메이션
2024년
- 기빗올 : 우리들의 썸머 (테라오 우메코)

### OVA
- 우타와레루모노 (후미뤼르)
- 키스×시스 (스미노에 아코)
- 타마유라（사와타리 후우）
- 히요코이（니시야마 히요리）※여름두근★리본아이 파티55 상영작품
- 명탐정 코난 MAGIC FILE4 오사카 오코토미야키 오디세이（코니시 카오루）
- 꿈빛 파티시엘 가슴에 큥♥ 트로피컬아일랜드! (바닐라) ※여름두근★리본아이 파티55 상영작품
- 소드 아트 온라인 - Extra Edition - (키리가야 스구하(리파)) ※2013년 12월 31일 방영
- 길티크라운 (츠구미) -LOST CHRISTMAS-
- Holy Knight (캬못토)
- 내 수중은 다이어트 할때가 있어 (코우사카 키리노)

### 실사
- 영화 라이트노블 즐겁게 쓰는 법 (이치후루 유우나)

### 게임
- PS2 소울 크레이들 (피나)
- PS3 트리니티 유니버스 (여우요괴 츠바키)
- PSP 검과 마법과 학원이야기 (페어리)
- PSP 케이온! 방과후 라이브!! (나카노 아즈사)
- 닌텐도 DS 좋아해요 스즈키!! 4명의 스즈키 (이토 치히로)
- PSP 내 여동생이 이렇게 귀여울 리가 없어 포터블 (코우사카 키리노)
- 웹게임 함대 컬렉션 (야마토, 유우구모급 구축함)
- 모바일 게임 얼터너티브 걸즈("유키 미야카")
- 닌텐도 스위치 - 키리노 매니아 (코우사카 키리노)

### 드라마CD
- 내 여동생이 이렇게 귀여울 리가 없어 (코우사카 키리노)
- Drama CD 장미 아가씨의 키스 ~rose2~ (여학생)
- 나는 여동생을 사랑한다 드라마CD (가야&여학생)
- 길 잃은 고양이 오버런 드라마CD (키리야 노조미)
- 꿈빛깔 파티쉐르 반짝반짝☆뮤직 (바닐라)※미니 드라마안에 출연

### 라디오
- KissXsis ~제로부터 시작하는 라디오~ - 타츠미 유이코와 공동진행. (인터넷 라디오, 2009년 9월 30일 ~ )
- 타케타츠·누마쿠라의 처음이어도 괜찮나요? - 누마쿠라 마나미와 공동진행.（분카방송 초!A&G+, 2009년 10월 5일 ~ )
- Rio Super Carnival Radio - 이노우에 마리나, 타카하시 치아키와 공동진행. (인터넷 라디오, 2010년 1월 27일 ~ )
- KissXsis ~1부터 시작하는 누나 라디오~ - 타츠미 유이코와 공동진행. (인터넷 라디오, 2010년 2월 23일 ~ 2010년 9월 7일)
- 방랑고양이 들어보RUN! - 이구치 유카와 공동진행. (인터넷 라디오, 2010년 3월 19일 ~ 2010년 8월 27일)
- 라지온!! - 토요사키 아키, 히카사 요코, 코토부키 미나코, 사토 사토미와 공동진행. (인터넷 라디오, 2010년 4월 23일 ~ 2010년 12월 3일) ※(2013년 6월 28일 ~ 2013년 7월 12일 3회 추가 방송)
- 내 여동생이 (라디오에서도) 이렇게 귀여울 리가 없어 - 하나자와 카나와 공동진행. (인터넷 라디오, 2010년 8월 13일 ~ )
- MM!라디오 제2봉사활동부 출장소 - 하야미 사오리와 공동진행. (인터넷 라디오, 2010년 9월 1일 ~ )
- 아오이와 아야나의 라 쁘띠미레디오 - 유키 아오이, 타케타츠 아야나와 공동진행.(분카방송 초!A&G+, 2013년 4월 7일 ~ ) (코로나19에 의해 중단됨.)
- 아야나와 아카리의 고기의 나라 - 타케타츠 아야나, 키토 아카리와 공동진행. (분카방송, 2018년 1월 24일 ~ 2018년 11월 14일, 종료)

### 기타
- VOMIC 헤타코이 쿠라하시 레나
- 휴대용착 보이스 못토!! 연애주의 - 하늘색의 계절 이즈미 아야네
- HELP!!-Hellside- (엠엠! OP)

## 음반 목록

### 싱글
1. Sinfonia! Sinfonia!!! (2012년 4월 11일)
2. ♪의 나라의 앨리스(♪の国のアリス ) (2012년 9월 12일)
3. 시공 투어즈(時空ツアーズ) (2013년 1월 9일)
4. 주말 신데렐라(週末シンデレラ) (2013년 12월 4일)

### 앨범
1. apple symphony (2013년 4월 10일)

## 사진집
1. 타케타츠 아야나 1st 포토북 AYANA(竹達彩奈1stフォトブック AYANA) (2012 3월 14일)
2. 타케타CHU in 오스트레일리아 타케타츠 아야나 사진집(たけたCHU INオ-ストラリア 竹達彩奈寫眞集) (2013년 7월 26일)

## 콘서트
1. "Apple Symphony" the live & the Birthday (2013년 6월 23일) // Blu-ray & DVD로도 발매됐음
2. 타케타츠 아야나의 Xmas 프리미엄 이벤트 (가칭) (竹達彩奈のXmasプレミアムイベント) (2013년 12월 25일)